# Kababina covacevichae
Kababina covacevichae là một loài nhện trong họ Stiphidiidae.
Loài này thuộc chi Kababina. Kababina covacevichae được V. T. Davies miêu tả năm 1995.